# トーマス・サンカラ
トマ・イシドール・ノエル・サンカラ（フランス語: Thomas Isidore Noël Sankara、1949年12月21日 - 1987年10月15日）は、オートボルタ（現ブルキナファソ）の第5代大統領（在任:1983年8月4日 – 1987年10月15日）。
37歳で暗殺された劇的な生涯とその革命的な理念から、「アフリカのゲバラ」とも呼ばれた。

## 概要
クーデターによって33歳という若さでオートボルタの元首に就任。反植民地主義、社会主義の下に社会的、生態学的、経済的プログラムを立ち上げ、国名及び国旗を「高潔な人」「祖国」という意味を持つ「ブルキナファソ」に、赤は社会主義を、緑は農業及び農業の永久的発展、星はブルキナベの革命を意味する、サンカラ革命を象徴した国旗に変更した。
サンカラが大統領在任中に行った内政としては、貧困と腐敗の一掃、教育と社会保障制度の改善、女性器切除及び一夫多妻制、強制婚の非合法化、サヘルの砂漠の緑化事業（1000万本以上の木を植える）などを主な政策として、発展途上国から脱却する事を意図した計画経済的かつ社会主義的なプロジェクトを実践し、国民から多くの支持を得る事に成功した。政府の中枢に多くの女性を起用し、また、ブルキナファソの国歌「ある一夜」の作詞、ギタリストとしての才能、スポーツマンとしての姿、オートバイに対する深い造詣がある事でも知られている。

## 経歴

### 出生

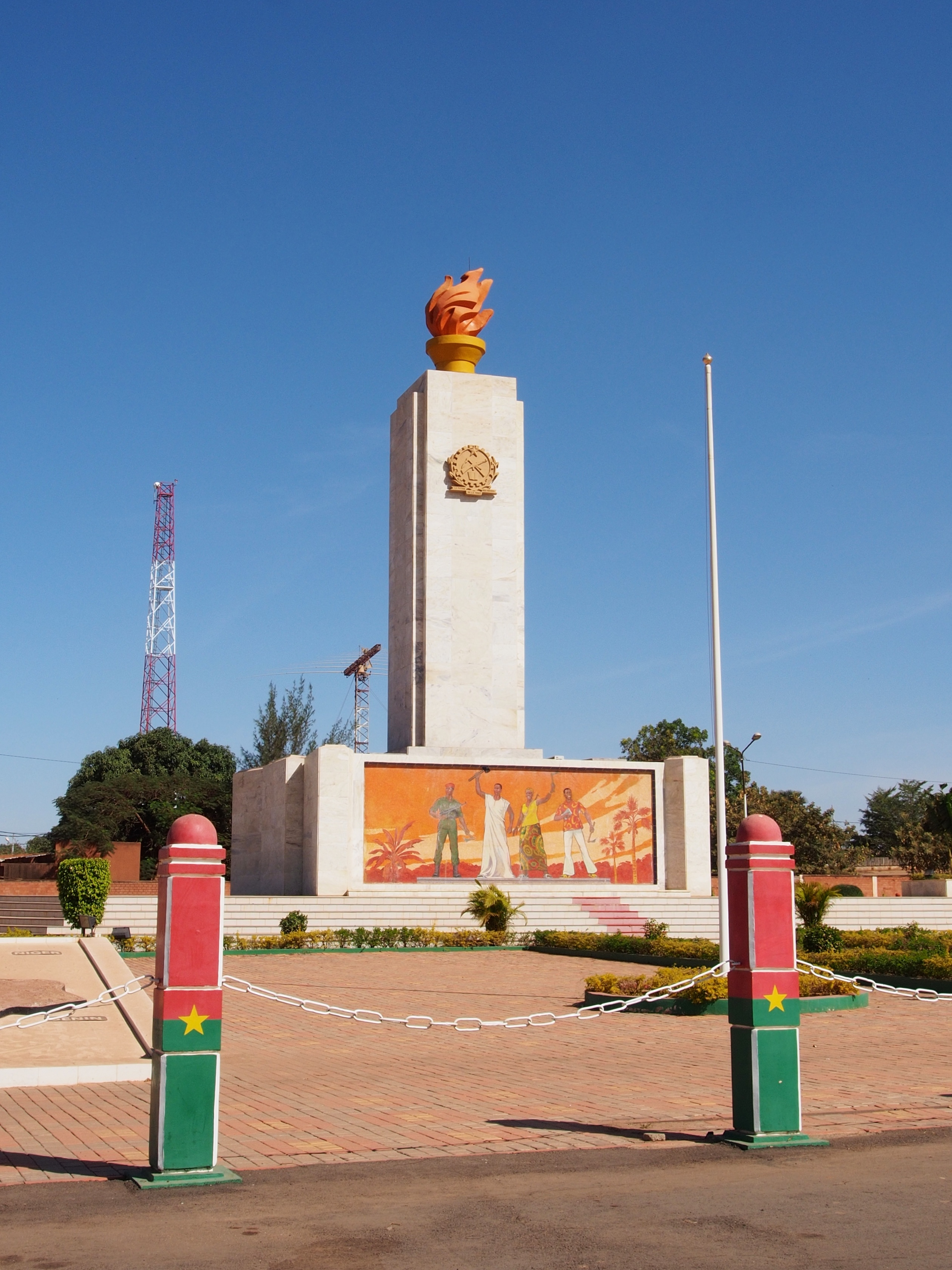
ブルキナファソの首都ワガドゥグーにある革命記念碑。

サンカラ時代の1984年に制定され、1991年まで用いられたブルキナファソの国章。赤い星、歯車、AK-47自動小銃、農具の鍬、書物が描かれており、下部の帯には「祖国か死か、我等は勝利する」と書かれている。

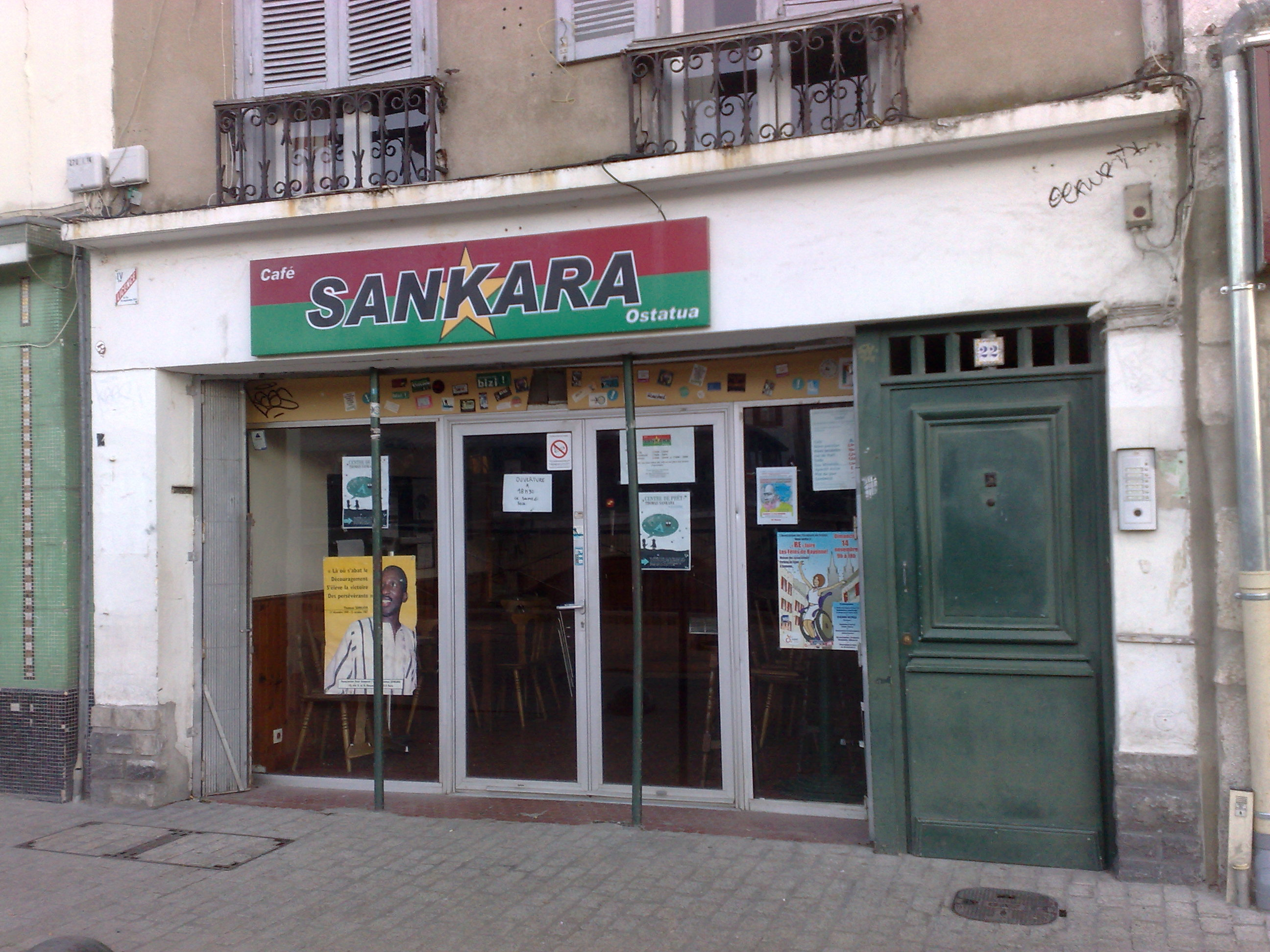
フランスのバイヨンヌにある「カフェ・サンカラ」。

1949年にフランス領西アフリカ、オートボルタのヤコ付近の村にて、フラニ人の父とモシ人の母の間に長男として生まれた。少年時代はカトリック教会に熱心に通う傍ら、家庭教育と小学校での体験を経てフランス植民地主義への対抗姿勢を抱いた。

### 軍歴
当初医者を志していたが、経済的理由から士官学校に入学し、在学中にマルクス主義の影響を受けた。1970年から1972年までマダガスカルの軍事学校へ留学している。1974年に隣のマリ共和国との間でオートボルタ北部国境を巡る紛争が勃発すると、その中で頭角を現し、また、同時期に盟友となるブレーズ・コンパオレと出会っている。紛争後、オートボルタ南部のポにて落下傘部隊に所属し、その傍らで軍内高級将校を批判する政治活動を始めた。1980年にクーデターでゼルボ政権が成立すると1981年9月に情報部長官に任命されたが、1982年5月には職を辞している。1982年11月のクーデター後、民衆のサンカラ人気を背景に1983年1月に首相に任命された。首相となったサンカラにはアフリカの盟主を目指していたリビアのカダフィ大佐が接近し、サンカラもこれに応じてリビア、キューバ、アルジェリア、ガーナ、ベナン、ベトナム、ユーゴスラビアなど社会主義国との接近を図った。1983年5月に政府から拘禁されたが、この事件はフランスのミッテラン大統領の意向を受けたものだと民衆には受け止められ、同年7月に自らの同志であるブレーズ・コンパオレが組織したクーデターによってウエドラオゴ大統領は辞任、1983年8月4日に33歳の若さで第5代オートボルタ共和国大統領に就任した。クーデターは当時、チャドにおいてフランスと開戦寸前の状態にあったリビアの支持を受けた。

### 革命政権
クーデターから2カ月後の1983年10月2日にサンカラは「施政方針演説」（DOP）を発表し、革命の理念として女性の解放、軍隊の社会改良に於ける役割、地方分権化などが示され、「革命防衛委員会」によってDOPの国内への浸透が図られた。以後サンカラは自身を革命家であると看做し、ガーナのクワメ・エンクルマとギニアビサウ及びカーボベルデのアミルカル・カブラルから理論的な影響を受けて社会民主主義、革命的民主主義の立場から帝国主義、新植民地主義の打倒を掲げた。また、オートボルタ社会を「人民」と「人民の敵」に区分し、前者に分類された労働者、農民の立場から、後者に分類されたブルジョワジー、伝統的首長、イスラームのマラブー（聖人）ら従来の政治エリートから特権を奪取しようとした。その政治スタイルはキューバのフィデル・カストロやガーナのジェリー・ローリングスから多大な影響を受けていた。
大統領就任の1年後の1984年には、国名をオートボルタからブルキナファソに変更し、新しい国旗も取り入れ、自ら国歌も作詞した。サンカラ体制下では「人民の敵」と看做されたエリート層への抑圧が進む一方、スポーツの奨励、女性の地位向上、教育と福祉の拡充が掲げられ、識字運動、予防接種の普及、売春の撲滅、鉄道施設などに政策の重点が置かれた。特に女性政策では西アフリカでは初となる女子割礼の禁止を打ち出し、一夫多妻制を禁止して避妊を奨励した。また、アフリカでは最初に大統領として、アフリカが最大のエイズ蔓延地域である事を公式に認めた。
他方、外交に於いてはソ連や中華人民共和国とは一定の距離を保ちつつも、人民民主主義体制を敷くキューバ、アルジェリア、ジンバブエ、モザンビーク人民共和国、アンゴラ人民共和国、北朝鮮などの第三世界の左翼国家との友好関係を打ち出し、ニカラグアのサンディニスタ民族解放戦線（FSLN）、西サハラのポリサリオ戦線、南アフリカ共和国のアフリカ民族会議（ANC）、ナミビアの南西アフリカ人民機構（SWAPO）など民族解放運動を支持した。また反アパルトヘイト運動を支持していたタンザニアやエチオピア、ギニア、赤道ギニア、ナイジェリアとも友好関係にあった。他方、サンカラ政権の急進的な左傾化により旧宗主国フランスのミッテラン政権や、フランスと友好関係にあったコートジボワールのウフェ＝ボワニ政権及び領土問題を抱えていたマリ共和国との関係は緊張が続いたが、ガーナのローリングス政権、ガボンのオマール・ボンゴ・オンディンバ政権、ベナン人民共和国とは良好な関係を保ち続けた。

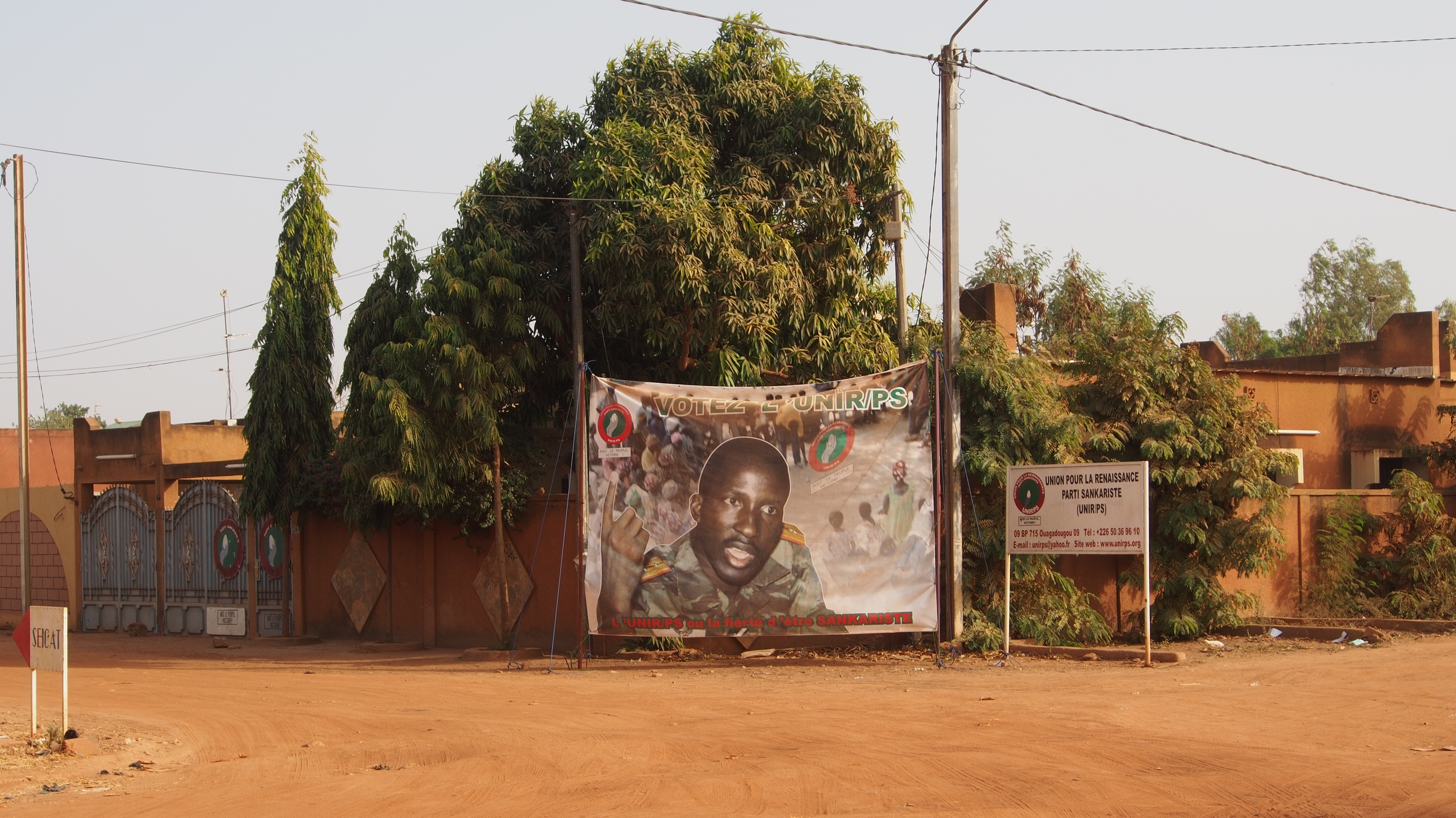
サンカラが描かれている

サンカラは民主主義を掲げつつも実際には権力の個人集中と軍部依存が進み、革命体制の組織化には失敗したが、国連総会のために訪れたニューヨークのハーレム地区で演説するなどの行動から民衆からはカリスマ的に慕われ続けた。

### 暗殺
1983年のクーデター直後から側近のコンパオレとは微妙な対立が続いた。1985年にはマリとの国境紛争、アガシェ地帯紛争でアガシェ地帯の4村がマリに割譲された。1987年10月15日に彼が企図したクーデターによって、ワガドゥグーで死亡した。サンカラの死後、大統領となったコンパオレは彼の路線を修正して複数政党制を打ち出したが、死後30年を経た後もサンカラの生涯と、彼の掲げた理念はブルキナファソの人々に敬愛を保ちながら記憶されている。
遺体は墓石もなく埋葬されたが、2015年にコンパオレ政権の承認の元での調査の結果発見された。遺体からは十数発の銃弾が発見され、暗殺されたことが確認された。
2022年4月6日、軍事法廷はコートジボワールに亡命中のコンパオレに対しサンカラの暗殺に関与した罪で終身刑を言い渡した。

## 著書
- Thomas Sankara Speaks: The Burkina Faso Revolution, 1983-87, by Thomas Sankara, Pathfinder Press, 1988, ISBN 0-87348-527-0
- We Are the Heirs of the World's Revolutions: Speeches from the Burkina Faso Revolution 1983-87, by Thomas Sankara, Pathfinder Press, 2007, ISBN 0-87348-989-6
- Women's Liberation and the African Freedom Struggle, by Thomas Sankara, Pathfinder Press, 1990, ISBN 0-87348-585-8

## 脚註